# Pompeo Batoni
Pompeo Girolamo Batoni, né le 25 janvier 1708 à Lucques (Toscane) et mort le 4 février 1787 à Rome, est un peintre italien.
Il a fait la synthèse, dans son œuvre, d'éléments du classicisme bolonais, du rococo français et du néo-classicisme naissant. Il fut l’un des premiers à rechercher une alternative au style rococo et vénitien alors au goût du jour en s’inspirant de l’antiquité, des peintres classiques français, comme Nicolas Poussin, et de Raphaël et fut en cela l’un des précurseurs de la peinture néo-classique. Il était l'ami de Johann Joachim Winckelmann, le théoricien et historien d’art.

## Biographie
Pompeo Batoni commence sa formation avec son père, orfèvre de métier à Lucques. Il arrive à Rome en 1728 où il étudie la sculpture ancienne. Il fut un temps l’élève de Sebastiano Conca, mais est principalement autodidacte. Ses premières peintures sont principalement des copies des travaux de Raphaël et d'Annibale Carracci.
Au début des années 1740, il commence à recevoir des commissions de plus grand prestige, notamment la fameuse Chute de Simon le Magicien pour la basilique Saint-Pierre (actuellement dans la basilique Santa Maria degli Angeli). L'Extase de sainte Catherine de Sienne, conservée au musée de la villa Guinigi de Lucques, a été réalisée en 1743.
Il réalisa de nombreuses commandes pour des décorations d’églises ainsi que des tableaux à thèmes mythologiques pour des clients privés.
Son atelier est fréquenté par des étrangers, surtout des Britanniques qui, à l'occasion de leur « Grand Tour », commandent des portraits dans des décors antiques ou de ruines et au milieu d'objets d'art. Ces portraits de Batoni abondent dans les collections privées britanniques, assurant ainsi la popularité du genre au Royaume-Uni, dont Joshua Reynolds devient la principale figure.
Batoni devient le peintre le plus couru de la ville, particulièrement après le départ pour l'Espagne, en 1761, de son plus sérieux rival, Anton Raphael Mengs. Batoni se lie d'amitié avec Johann Joachim Winckelmann qui, comme lui, préfère Raphaël et Nicolas Poussin aux artistes vénitiens en vogue.
Il fut curateur des collections de peintures du pape et son domicile fut un foyer intellectuel, artistique et social important.
En 1769, le double portrait de Joseph II et de Léopold II d'Autriche lui permet de gagner les faveurs de la noblesse autrichienne et son anoblissement en 1769 par Marie-Thérèse d'Autriche. Il a également réalisé le portrait du pape Pie VI.
Ayant fait connaissance de Jacques-Louis David lors du séjour de celui-ci à Rome, il reconnut son talent et essaya, sans succès de le persuader de rester à Rome pour y continuer sa carrière. Selon la légende, il aurait légué sa palette et sa brosse à David.

## Œuvre
- Vierge sur le trône entourée des saints et bienheureux de la famille Gabrielli de Gubbio, 1732-33, Rome, San Gregorio al Celio ; et 1736, Venise, galeries de l'Académie.
- Les Cinq allégories des arts, 1740, Francfort, musée Städel.
- Extase de Catherine de Sienne, 1743, musée de la villa Guinigi de Lucques.
- La Vérité et la Pitié et La Paix et la Justice, 1745, musée des beaux-arts de Montréal.
- Achille à la cour de Lycomède, 1745, Florence, musée des Offices.
- Le Temps donnant l'ordre à la Vieillesse de détruire la Beauté, 1746, Londres, National Gallery.
- La Chute de Simon le Magicien, 1746–1755, Rome, basilique Saint-Pierre.
- Allégorie de la Volupté, 1747, Saint-Pétersbourg, musée de l'Ermitage.
- Presentation at Temple (1747), huile sur toile 505 × 257 cm, Église Santa Maria della Pace de Brescia.
- Enée s'enfuyant de Troie, 1750, Turin, Galerie Sabauda.
- Vulcain dans sa forge, 1750, Ottawa, musée des beaux-arts du Canada.
- Hercule à la croisée des chemins entre le Vice et la Vertu, vers 1750, Turin, Galerie Sabauda.
- Cléopâtre montre à Octave le buste de César, 1755, Dijon, musée des beaux-arts.
- Sainte Famille, 1760, Rome, musées du Capitole.
- Portrait d'homme en costume bleu, vers 1760, Dallas, Museum of Art.
- Diane et Cupidon, 1761, New York, Metropolitan Museum of Art.
- Portrait de Charles Crowle, 1761–1762, Paris, musée du Louvre.
- Portrait de Lord Dunbas, 1764, Yorkshire, Aske Hall (en).
- L'Apparition de la Vierge à saint Joseph de Calasanz, vers 176, Ajaccio, musée Fesch[2].
- Portrait de Vulcain (L'Hiver), vers 1770, Orléans, musée des beaux-arts.
- Portrait de Cérès (L'Été), vers 1770, Orléans, musée des beaux-arts.
- Portrait de Bacchus (L'Automne), vers 1770, Orléans, musée des beaux-arts.
- Autoportrait, 1773–1774, Florence, musée des Offices.
- Portrait de Thomas William Coke, 1774, Norfolk, Holkham Hall.
- Portrait de Pie VI, 1775–1776, Turin, galerie Sabauda.
- Portrait de Pie VI, avant 1800 d'après un modèle de 1775, Vizille, musée de la Révolution française.
- Portrait de Douglas, 8e duc d'Hamilton, 1775–1776, Inveraray, château.
- Madone, Rome, église Santa Maria in Monterone.
- La Mort de Marc-Antoine, 1763, huile sur toile, 76 x 100 cm, Brest, musée des beaux-arts[3].

## Galerie

Œuvres de Pompeo Batoni
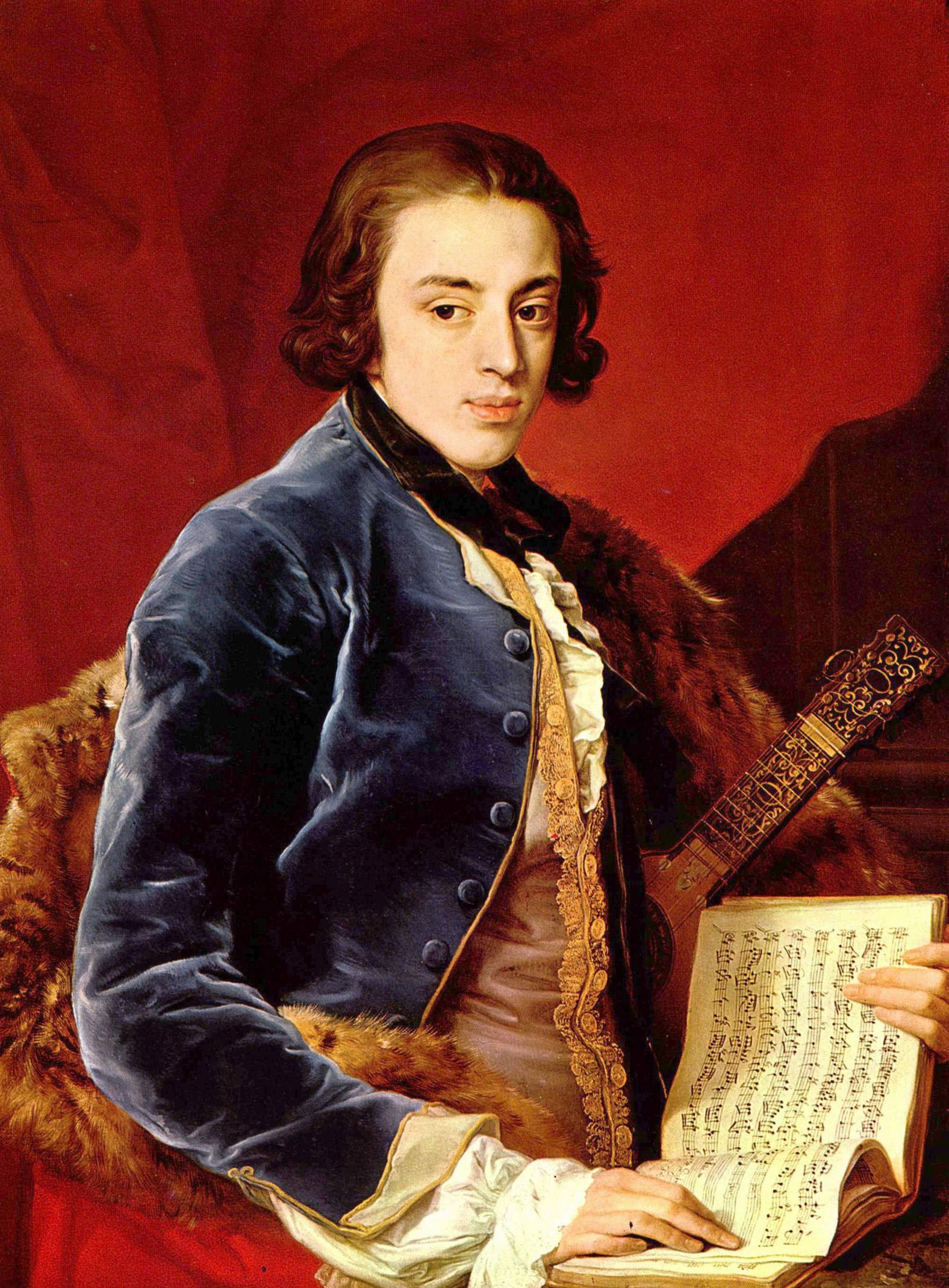
Portrait de John, marquis de Montherner (vers 1760), Boughton House.
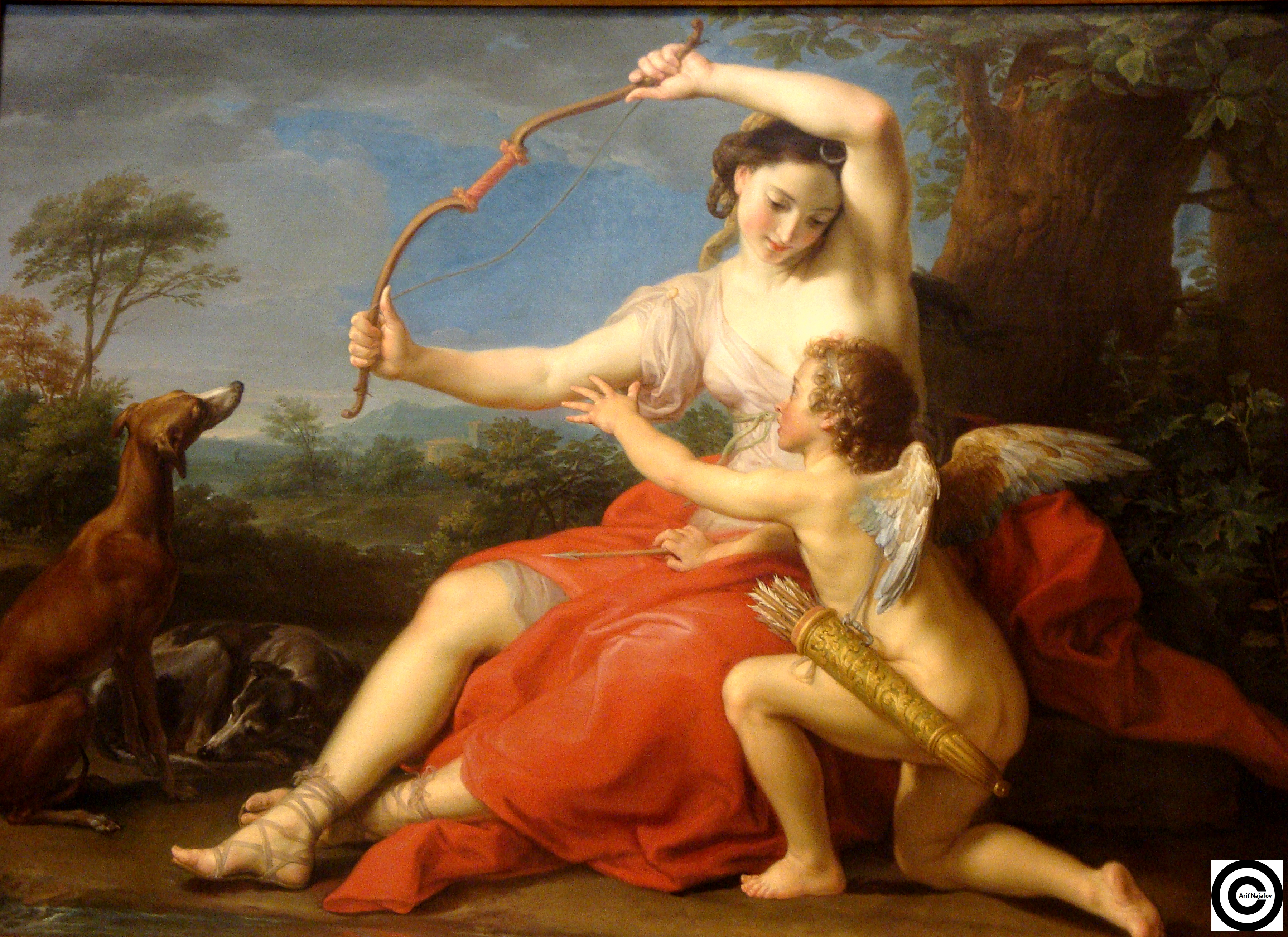
Diane et Cupidon (vers 1761), New York, Metropolitan Museum of Art.
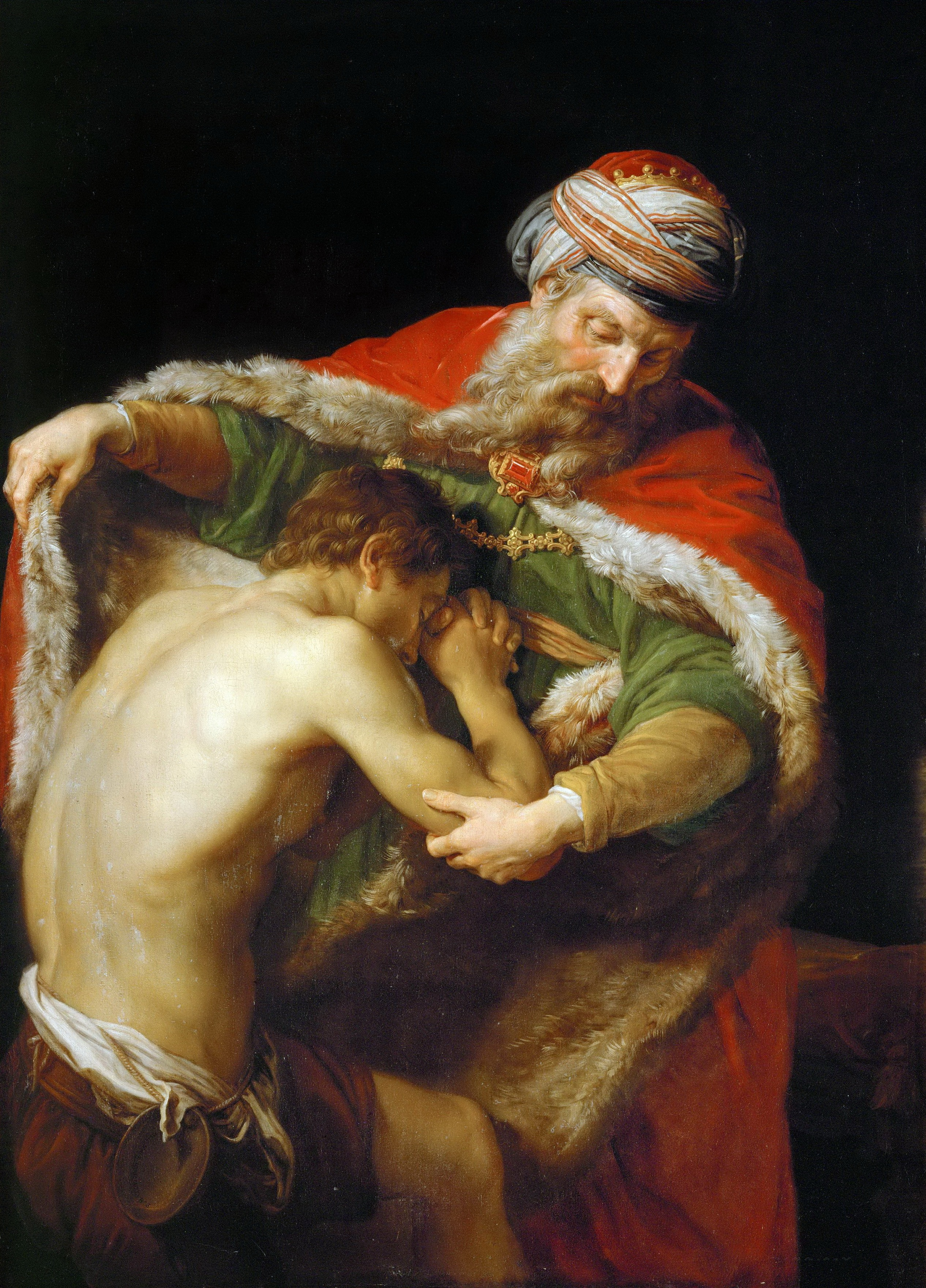
Le Retour du fils prodigue (1773), Vienne, musée d'histoire de l'art.
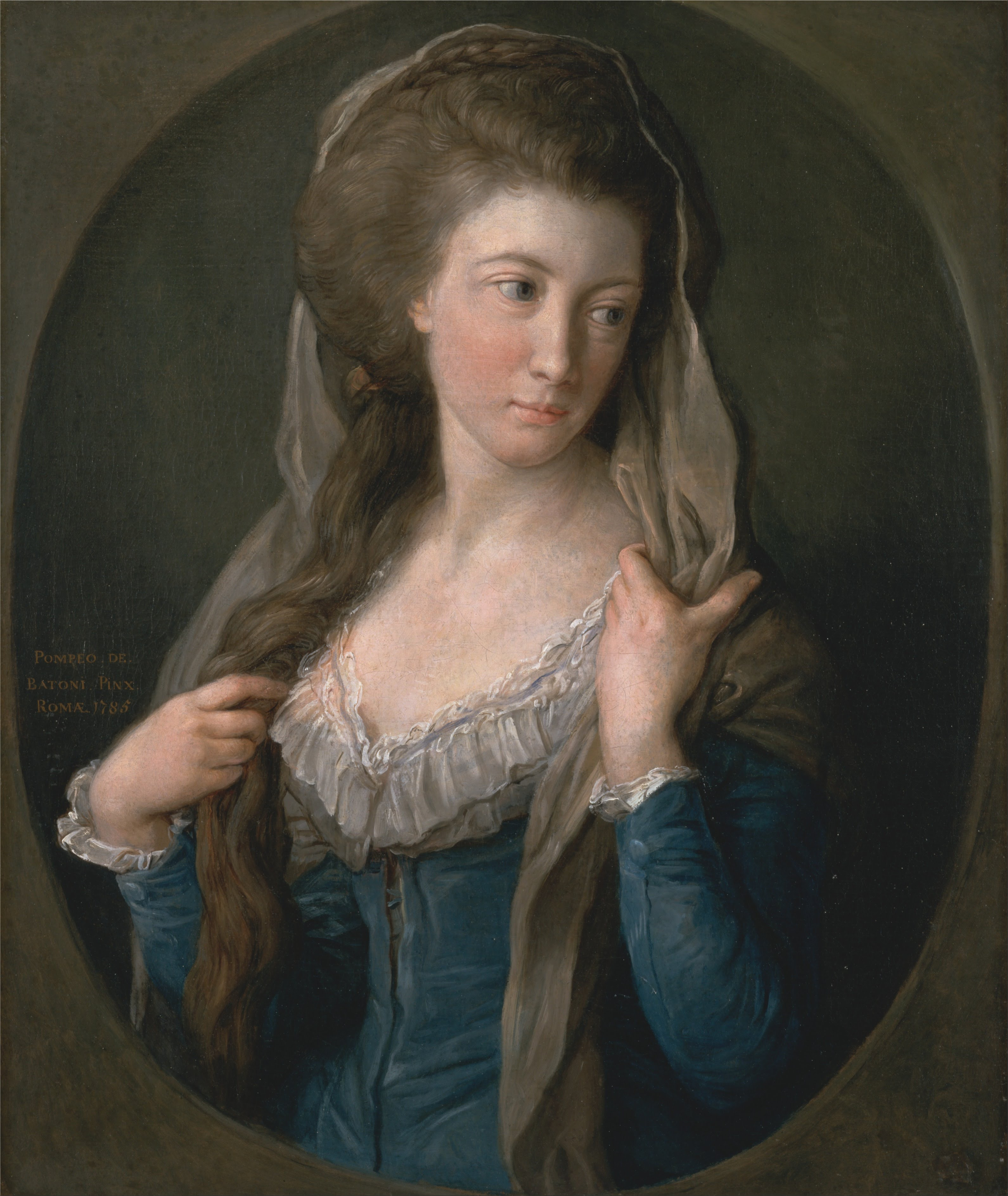
Portrait présummé de Margaret Stuart (1785), Centre d'art britannique de Yale.
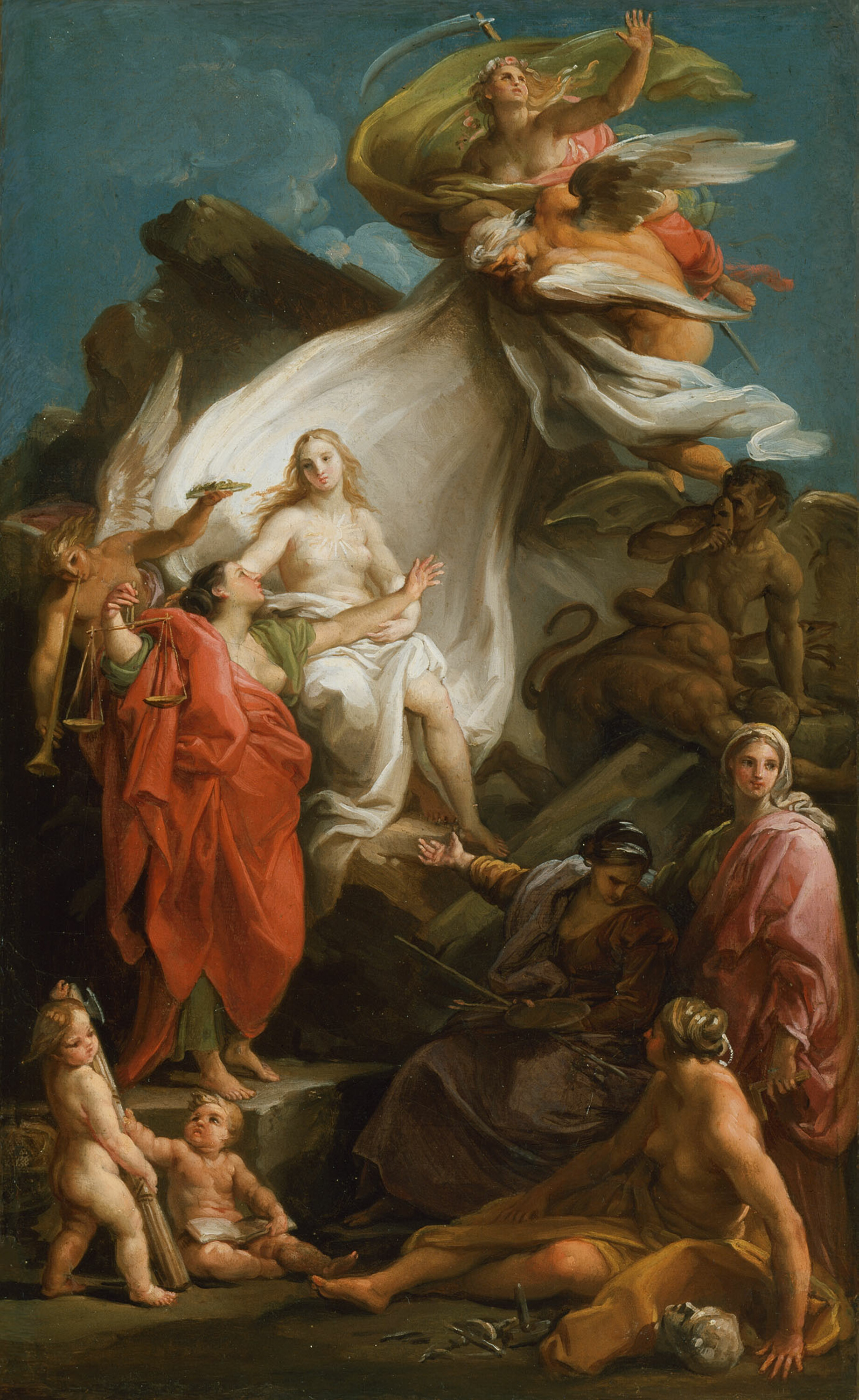
Le Temps dévoilant la Vérité, Art Institute of Chicago.
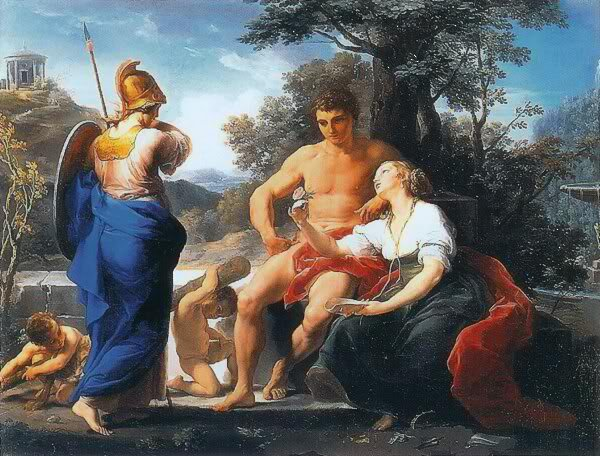
Hercule à la croisée des chemins entre le Vice et la Vertu (vers 1750), Turin, Galerie Sabauda.

## Élèves
- Felice Giani[4]